# Rue Louis-Pergaud
La rue Louis-Pergaud est une voie du 13e arrondissement de Paris, en France.

## Situation et accès
La rue Louis-Pergaud est une voie publique située dans le 13e arrondissement de Paris. Elle débute rue Francis-de-Miomandre et se termine au croisement de la rue Albert-Guilpin avec la rue du Val-de-Marne, rue marquant la limite des communes de Paris et de Gentilly.
Au sud, elle passe sous le boulevard périphérique et au nord, elle longe une partie du côté sud-ouest du cimetière de Gentilly (situé sur la commune de Paris), un des accès du cimetière ouvrant sur la rue.

## Origine du nom
Elle porte le nom de l'écrivain Louis Pergaud (1882-1915), prix Goncourt 1910 et auteur de La Guerre des boutons, mort au front pendant la Première Guerre mondiale.

## Historique
La rue faisait initialement partie de la rue de la Glacière et se situait sur le territoire de la commune de Gentilly. Elle fut rattachée à la voirie de Paris le 3 avril 1925 et prend sa dénomination actuelle le 26 avril 1929.
En 1941, une partie de la rue, qui s'étendait jusqu'à la porte de Gentilly, est absorbée par le stade Charléty lors de sa construction.